# Das Urteil (2010)
Das Urteil ist ein amerikanischer Film von Gary Wheeler aus dem Jahr 2010, der auf dem Roman von Robert Whitlow basiert.

## Handlung
Der Anwalt Mac McClain sieht nach dem Unfalltod seiner Frau und seiner Söhne keinen Sinn mehr und will sich das Leben nehmen, als er einen Anruf von Richter Danielson erhält, der ihn bittet, die Verteidigung für einen jungen Mann zu übernehmen, der des Mordes angeklagt wird. 
Pete Thomason kann sich aus der Nacht des Mordes an nichts erinnern, aber alle Indizien sprechen gegen ihn.
Trotz der schwierigen Ausgangslage versucht Mac, einen Freispruch zu erwirken, was ihm aber nicht gelingt. Zumindest schafft er es, die Jury zu überzeugen, das Strafmaß von Todesstrafe auf Lebenslänglich zu mindern.
Im Laufe des Verfahrens findet McClain selber wieder ins Leben zurück und eröffnet seine Kanzlei wieder. 
Nach der Urteilsverkündigung kündigt er ein Wiederaufnahmeverfahren an und recherchiert weiter zu dem Fall. Er findet heraus, dass der Psychiater Dr. Newbern dahinter steckt. Als dieser aufgeschreckt wird, besucht er McClain und versucht, ihn umzubringen, was ihm aber nicht gelingt. So kommt Pete am Ende doch frei.